# Márton Fodor
Márton Fodor (Körmend, 1º settembre 1981) è un ex cestista e dirigente sportivo ungherese.

## Palmarès
- Campionato ungherese: 1

Szolnoki Olaj: 2011, 2012
- Coppa d'Ungheria: 1

Szolnoki Olaj: 2011, 2012